# Mhère
Mhère (Méy en morvandiau) est une commune française située dans le département de la Nièvre, en région Bourgogne-Franche-Comté.
Plusieurs scènes du film Les Vétos (2019) ont été tournées dans le village.

## Géographie

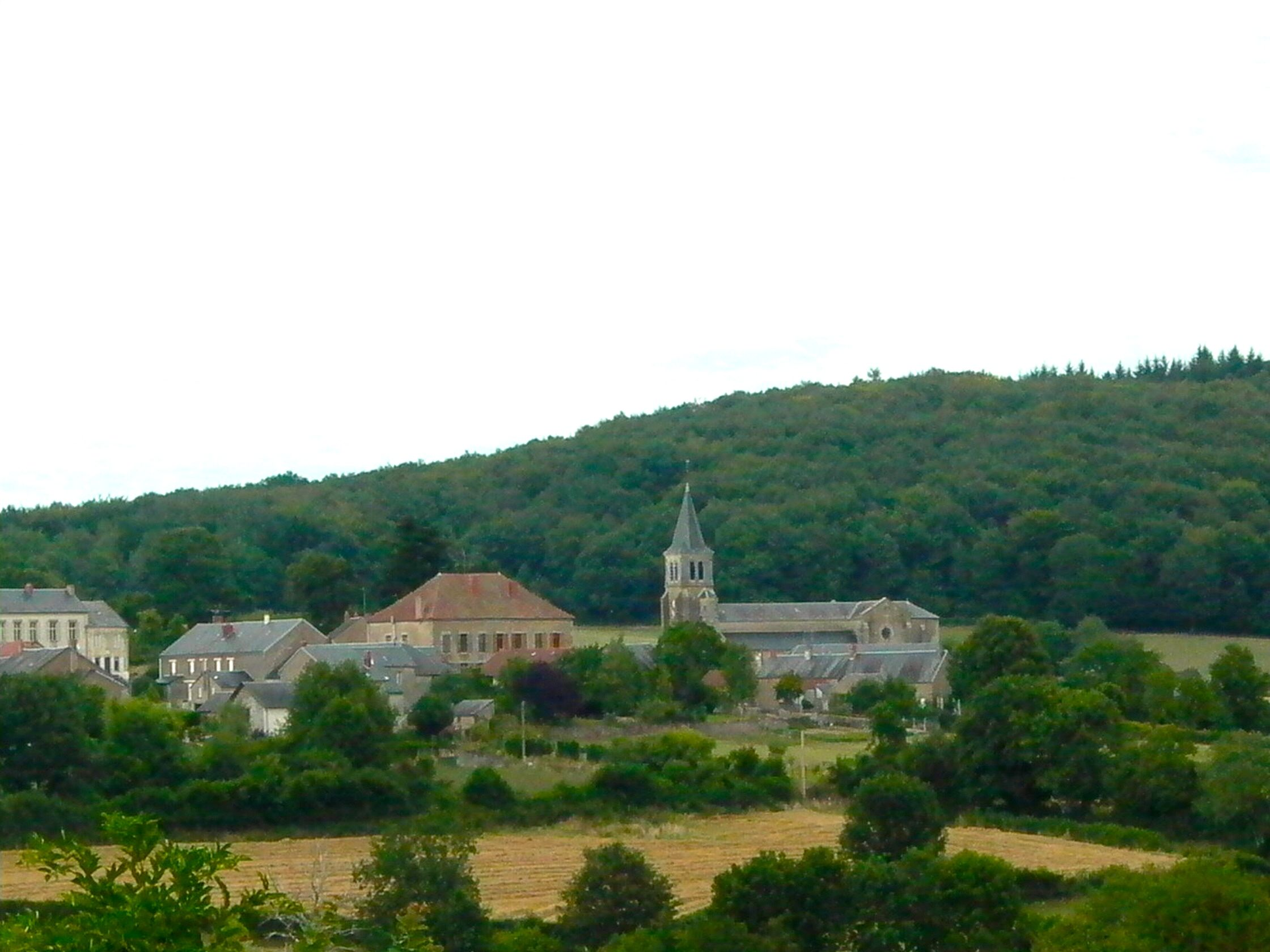
Mhère vue derrière.

Mhère se situe dans le Morvan et fait partie de son parc naturel régional.
Arrosée par l'Yonne qui est encore un torrent, la commune est située dans le parc naturel régional du Morvan. Son secteur fait partie de la zone la plus boisée et montagneuse du Morvan. La colline du Banquet est son point culminant, et son nom rappelle une tradition qui consistait, autrefois, à organiser des repas sur la plus haute colline du village.
À la suite de l'entrée de la Slovénie dans la zone euro au 1er janvier 2007, Mhère était devenue le centre géographique de la zone euro succédant en cela à la commune voisine de Montreuillon, d'après un calcul réalisé par l'IGN. L'adoption de l'euro par Chypre et Malte au 1er janvier 2008 a déplacé ce centre vers la commune d'Ouroux-en-Morvan.

### Climat
Pour des articles plus généraux, voir Climat de la Bourgogne-Franche-Comté et Climat de la Nièvre.
En 2010, le climat de la commune est de type climat des marges montargnardes, selon une étude du Centre national de la recherche scientifique s'appuyant sur une série de données couvrant la période 1971-2000. En 2020, Météo-France publie une typologie des climats de la France métropolitaine dans laquelle la commune est exposée à un climat océanique altéré et est dans une zone de transition entre les régions climatiques « Lorraine, plateau de Langres, Morvan » et « Centre et contreforts nord du Massif Central ». 
Pour la période 1971-2000, la température annuelle moyenne est de 10,5 °C, avec une amplitude thermique annuelle de 16,3 °C. Le cumul annuel moyen de précipitations est de 1 090 mm, avec 13,6 jours de précipitations en janvier et 8,8 jours en juillet. Pour la période 1991-2020, la température moyenne annuelle observée sur la station météorologique de Météo-France la plus proche, « Lormes_sapc », sur la commune de Lormes à 10 km à vol d'oiseau, est de 11,2 °C et le cumul annuel moyen de précipitations est de 1 071,3 mm. 
La température maximale relevée sur cette station est de 40,7 °C, atteinte le 25 juillet 2019 ; la température minimale est de −18,1 °C, atteinte le 12 janvier 1987,,. 
Les paramètres climatiques de la commune ont été estimés pour le milieu du siècle (2041-2070) selon différents scénarios d'émission de gaz à effet de serre à partir des nouvelles projections climatiques de référence DRIAS-2020. Ils sont consultables sur un site dédié publié par Météo-France en novembre 2022.

## Urbanisme

### Typologie
Au 1er janvier 2024, Mhère est catégorisée commune rurale à habitat très dispersé, selon la nouvelle grille communale de densité à sept niveaux définie par l'Insee en 2022.
Elle est située hors unité urbaine et hors attraction des villes,.

### Occupation des sols
L'occupation des sols de la commune, telle qu'elle ressort de la base de données européenne d’occupation biophysique des sols Corine Land Cover (CLC), est marquée par l'importance des territoires agricoles (68,4 % en 2018), une proportion sensiblement équivalente à celle de 1990 (68,5 %). La répartition détaillée en 2018 est la suivante : prairies (62,7 %), forêts (31,1 %), zones agricoles hétérogènes (5,7 %), eaux continentales (0,3 %), milieux à végétation arbustive et/ou herbacée (0,2 %). L'évolution de l’occupation des sols de la commune et de ses infrastructures peut être observée sur les différentes représentations cartographiques du territoire : la carte de Cassini (XVIIIe siècle), la carte d'état-major (1820-1866) et les cartes ou photos aériennes de l'IGN pour la période actuelle (1950 à aujourd'hui).

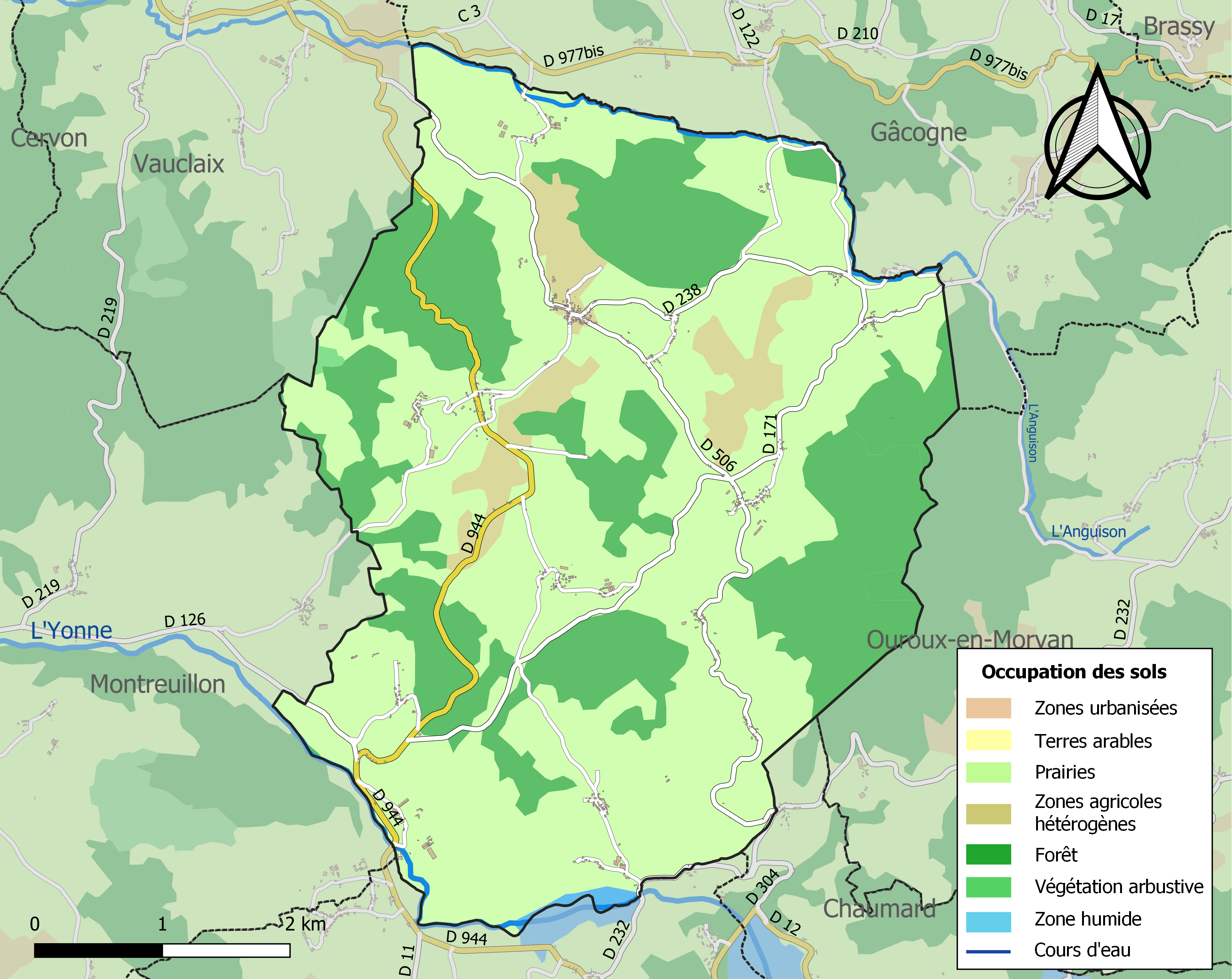
Carte des infrastructures et de l'occupation des sols de la commune en 2018 (CLC).

## Toponymie
La première mention date de 1121 avec Meera et en 1300 on trouve Mehers. L'orthographe de ce lieu ne s'est fixée que très tard. On trouve dans les archives une multitude de formes écrites : avec h ou sans h, avec ou sans s, avec un e ou deux e.
Le nom de Mhère dériverait de celui du dieu Mercure dont le culte aurait été célébré à proximité. D'autres[Qui ?] pensent plutôt à une déformation de Meix, « métairie ».

## Histoire
Le village était le siège d'un prieuré bénédictin dépendant de l'abbaye de Corbigny.
Sous l'Ancien Régime, la plus grande partie de la paroisse dépendait du comté de Château-Chinon et du bailliage de Lormes. En 1667, elle comptait 150 feux soit environ 700 habitants. Elle est sous la domination de cinq seigneurs. Dans le cahier de doléances, les députés se plaignent de l'éloignement des lieux de décision et de la pauvreté : seigle, avoine, sarrasin et pommes de terre. Les personnes plus aisées font commerce des bestiaux et du bois.

### Mhère auXIXesiècle: le siècle des profondes mutations

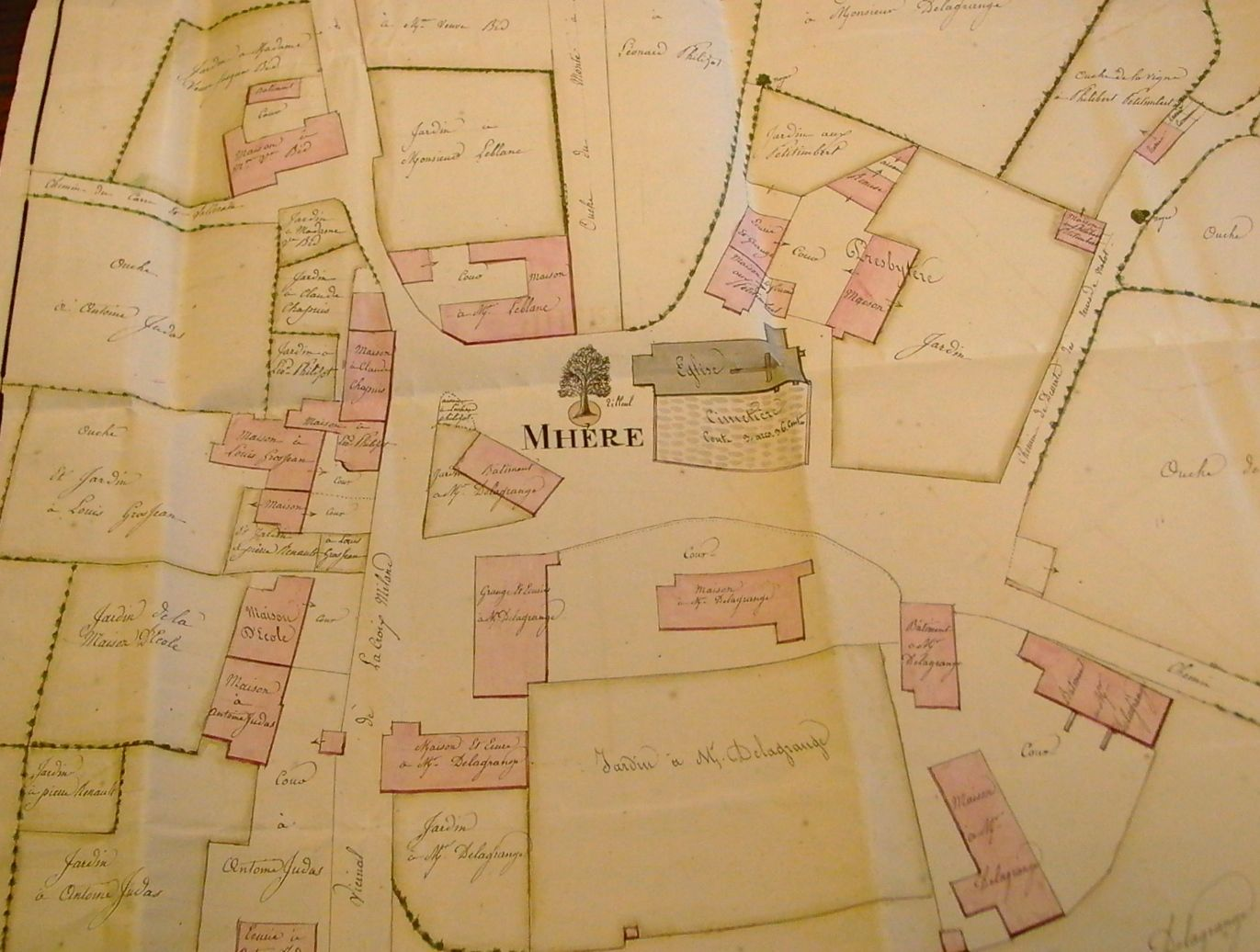
Plan XIXe siècle, Église et cimetière au centre, derrière le presbytère, en face le vieux château avec son pigeonnier et un ensemble de bâtiments qui appartiennent au « château », propriété de la famille Gudin.

Au début du XIXe siècle, en 1820, la commune compte 959 habitants. Le bourg compte une douzaine de maisons. En majorité, ce sont des agriculteurs. Le curé est une personnalité incontournable tout comme l’unique instituteur. On compte deux meuniers, trois maréchaux-ferrants, deux cabaretiers, un maçon, un instituteur, un fournier qui fait le pain. Les sabotiers sont itinérants. C’est un bourg rural typique du Morvan.
À la fin du XIXe siècle, Mhère dépasse les 1 300 habitants. Cette augmentation s’accompagne d’une véritable révolution culturelle. Les métiers se sont diversifiés pour répondre à la demande : il y a toujours de nombreux agriculteurs, un curé, deux meuniers. Mais on compte maintenant cinq maréchaux-ferrants et un charron, huit aubergistes, onze maçons, neuf charpentiers, deux instituteurs et une institutrice et deux boulangers. On voit apparaître des nouveaux métiers, deux facteurs, quatre cantonniers, un cordonnier, onze sabotiers, quatre tisserands, trois épiciers, huit couturières, une modiste.

### L’accueil des Petits Paris

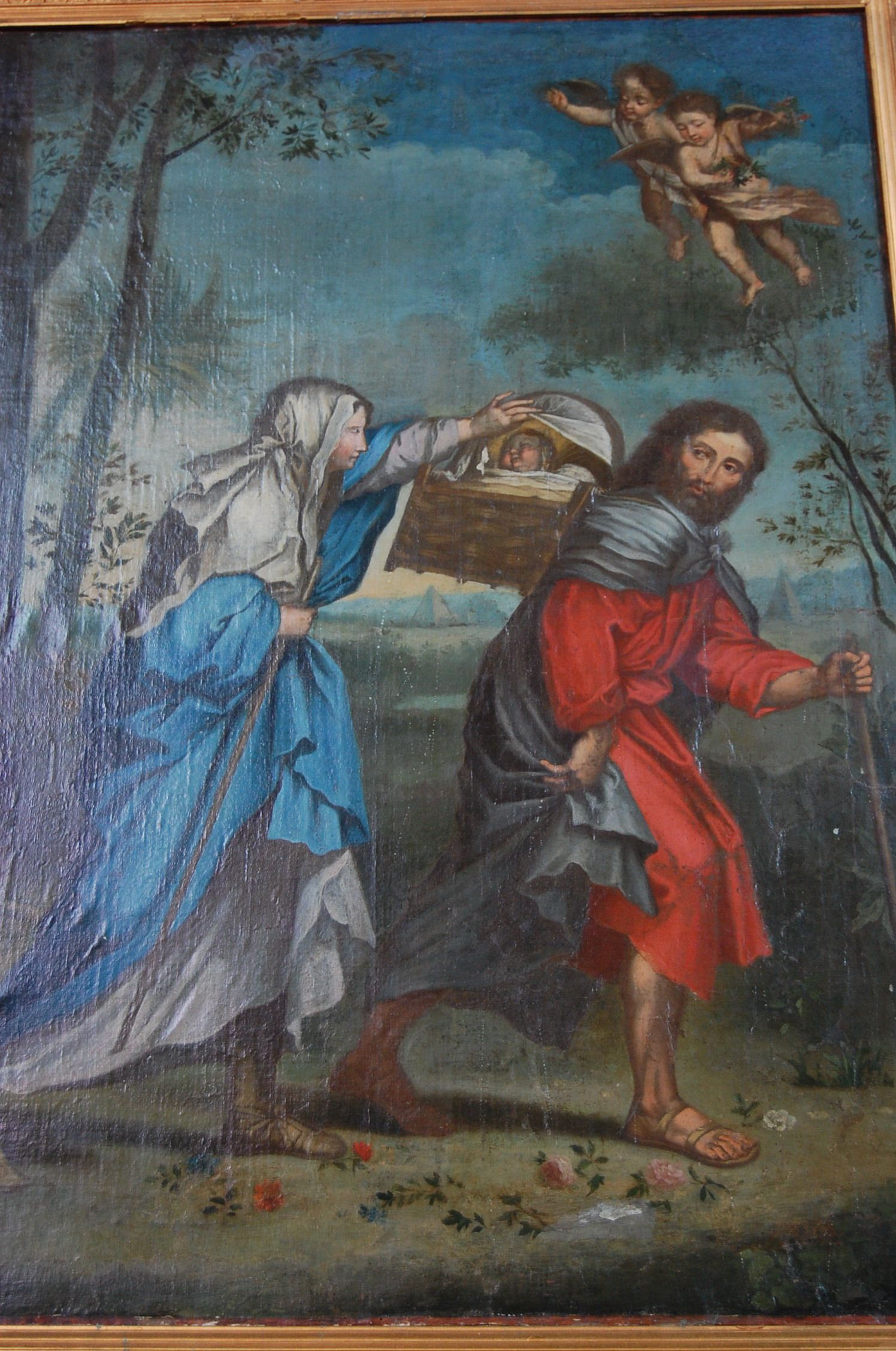
Tableau dans l'église.

Mhère accueille, dès la fin du XVIIIe siècle et tout au long du XIXe siècle, les enfants de l’assistance publique. Le Morvan est suffisamment loin de Paris pour ne pas être en concurrence avec les régions prisées par la bourgeoisie parisienne comme la Normandie, la Picardie et suffisamment près pour que l’envoi des enfants soit encore possible. La pauvreté de cette région en fait une aubaine pour l’État qui veut payer le moins possible les familles d’accueil. En 1853, Dupin aîné mentionne cette activité.
À la fin du XIXe siècle, Mhère fait partie de l’agence de Lormes : des enfants abandonnés par des mères célibataires qui ne peuvent pas garder leur enfant, des orphelins de père et de mère, des enfants retirés à leur famille pour mauvais traitement, des enfants dont les deux parents sont en prison, enfin des enfants confiés à l’assistance par les pères qui partent à la guerre de 1914 et dont l’épouse est morte ou malade. Tous ces enfants ne sont pas complètement abandonnés, certains parents prennent des nouvelles, demandent à revoir leur enfant, parfois à le récupérer. L’administration est toute puissante pour en faire part à l’enfant ou non, voire à arracher cet enfant à sa famille nourricière.
Mhère voit donc régulièrement la visite des tuteurs de Lormes, venus à l’improviste. Ils inspectent la literie, contrôlent l’assiduité scolaire à partir de Jules Ferry, consignent dans un dossier ses remarques sur la santé, le caractère de ses pupilles. Jusqu’à 21 ans, âge de la majorité, le tuteur contrôle tout y compris le mariage, l’engagement à l’armée. Certaines familles accueillent plusieurs enfants mais la plupart des familles de Mhère se voit confier un enfant de l’assistance. Le seul hameau d’Enfert accueille ainsi sept enfants de l’assistance. Certains meurent rapidement comme Louis Pompom qui meurt d’une bronchite chez les Picoche en 1885 à l’âge d’un an et sont vite remplacés par de nouveaux bébés.
En 1919, on ne trouve plus de nourrices au sein, les naissances y sont rares, les habitants plus aisés qu’autrefois, les femmes réservent ce mode d’allaitement pour leurs propres enfants.

### La sociabilité villageoise

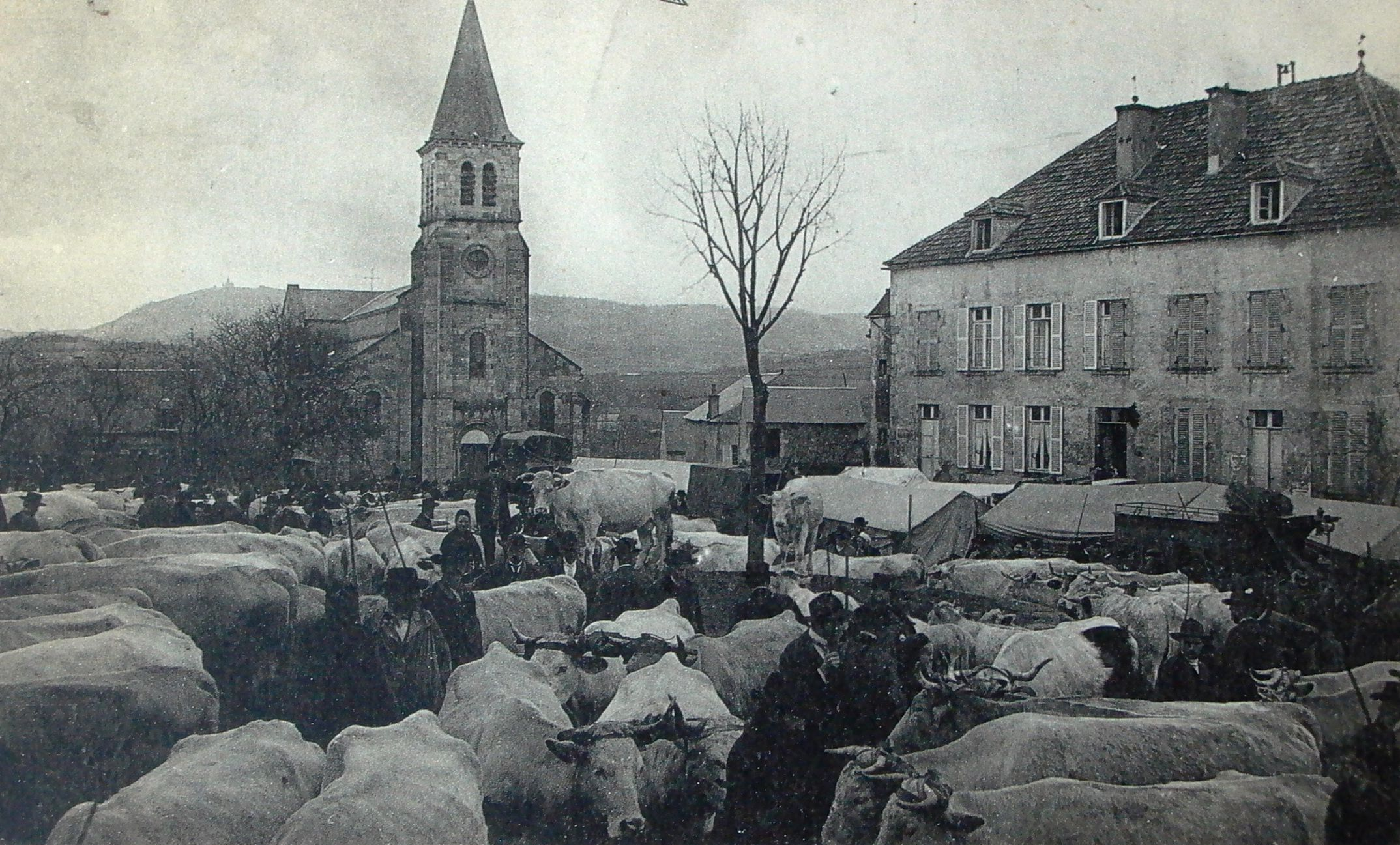
Foire au début du siècle.

Le bourg s’anime au moment des foires, temps forts de la vie économique de la région. Au XVIe siècle, Mhère a deux foires. En 1856, Mhère a six foires : 12 février, 26 mars, 18 avril, 16 mai (2 jours), 16 août, 9 octobre, quatre ont lieu à Enfert.
Ces foires sont nombreuses dans toute la région et l’occasion de faire la cour aux filles mais aussi de boire plus que raison. Dupin aîné y voit le premier défaut à corriger. « Le peuple ne boit pas à son ordinaire. Mais quand le jour est venu d’en boire on en boit avec excès. Si c’est en foire ou à l’occasion d’un marché, les affaires s’en ressentent et celui qui porte le mieux le vin met l’autre dedans et en profite. Si c’est un jour d’apport, de fête mangeoire, le vin prend une autre tournure ; les têtes s’échauffent et il s’ensuit parfois des rixes, qui finissent par le médecin et la police ».
Au XIXe siècle, Mhère n’échappe pas à ces vagues de violence, bien connues des historiens, qui sont le fait de compagnies de jeunesse. Les rixes juvéniles sont nombreuses et font apparaître des clivages : contre les étrangers au village venus participer aux travaux agricoles, surtout s’ils séduisent les filles du village. Mais le plus souvent comme ici ce sont des rixes entre jeunesses de villages voisins mettant en cause l’honneur du village. Ces rixes sont activées lors des temps forts de la vie rurale : les veillées, la fenaison, les foires, elles diminuent dès le Second Empire et disparaissent après la guerre de 1914. Il est vrai qu’on est de moins en moins tolérant pour ces débordements de jeunesse.
Jusqu’à la Troisième République, les foires, très nombreuses, ne sont pas toujours appréciées par les bourgeois. Le 16 novembre 1862, Étienne Delagrange donne lecture au conseil municipal d’une lettre du maire de Brassy. Le conseil municipal de Brassy sollicite deux foires et un apport de ce dernier destiné à la location des domestiques et sur lequel le conseil de Mhère est appelé à donner son avis. Considérant que le nombre de foires est déjà trop grand, que la multiplicité est plus nuisible qu’avantageux au commerce, que les foires causent un préjudice réel aux travaux de l’agriculture et ne profitent vraiment qu’à une seule industrie, les cabarets : avis défavorable.
Quant à l’apport, il le rejette également comme inutile, il y a des apports pour la location de domestiques à Saint-Brisson, le 1er avril à Magny, Corbigny Montreuillon et Cervon qui sont suffisants. L’établissement d’un nouvel apport serait superflu et une occasion de plus de dérangement pour le laboureur. Mais à la fin du XIXe siècle, la vision des foires change, cela devient une occasion d’attirer de l’argent, car il est vrai que les commerces se sont multipliés et qu’ils y trouvent leur compte.
En 1889, Mhère fixe un tarif des droits de place, cela nous permet de voir qui fréquente la foire. Les marchands étalagistes, saltimbanques, charlatans et bateleurs acquitteront 10 centimes par mètre carré, sur les animaux amenés à la foire on percevra 10 centimes par bœuf et vache, 5 par veau et porc, 20 par truie pleine. À la fin du XIXe, on compte neuf foires par an, cinq au bourg et quatre à Enfert. En 1928, c'est la création d’une nouvelle foire le 22 juillet.
Les foires ont de plus en plus d’importance : le champ de foire, chaque fois, est comble et ne peut contenir tous les animaux. Il y a beaucoup d'étrangers et l’élevage du bétail, des porcs et des moutons prend de plus en plus d’extension constate le conseil municipal. Cela fait surtout l’affaire des cafés. Il est très difficile de savoir exactement le nombre de débit de boissons car, à cette époque, il y a une grande liberté pour servir à boire. C’est toujours un complément : on est agriculteur et aubergiste, charron et aubergiste. On note d’autres débits de boissons comme celui sur la route de Château-Chinon.
Avec l’amélioration du niveau de vie à la fin du XIXe, les cafés vont se multiplier et, avec eux, l'alcoolisme. Le café est un monde d'hommes encadré par les femmes (patronne, serveuses) : fréquenté par les anciens qui en apprécient la proximité, par les marchands forains qui y trouvent l’hospitalité les jours de foire.
Si on prend les almanachs : on voit qu’entre 1881 et 1900, il y a entre six et neuf aubergistes et cafés. En 1874, il y a quatre aubergistes au conseil municipal sur 12 conseillers. Au bourg, au début du XXe siècle, deux cafés rivalisent, ils occupent tous deux le château, ancienne maison des Delagrange. En 1901, la femme Picoche est déjà notée aubergiste. Lorsque les Grillot s’installent en 1907, ils sont agriculteurs et ne tardent pas à y adjoindre l’activité d’aubergiste. Ils s’animent tout particulièrement les jours de foire.
Ils sont de véritables lieux de rencontre, servant de mairie pendant un temps, de salle de danse pour les jeunes, puis au XXe siècle salle de cinéma. Ils sont tout particulièrement prisés pour les banquets de mariage. Les jours de noces sont immortalisés par le photographe.

### La modernité à marche forcée

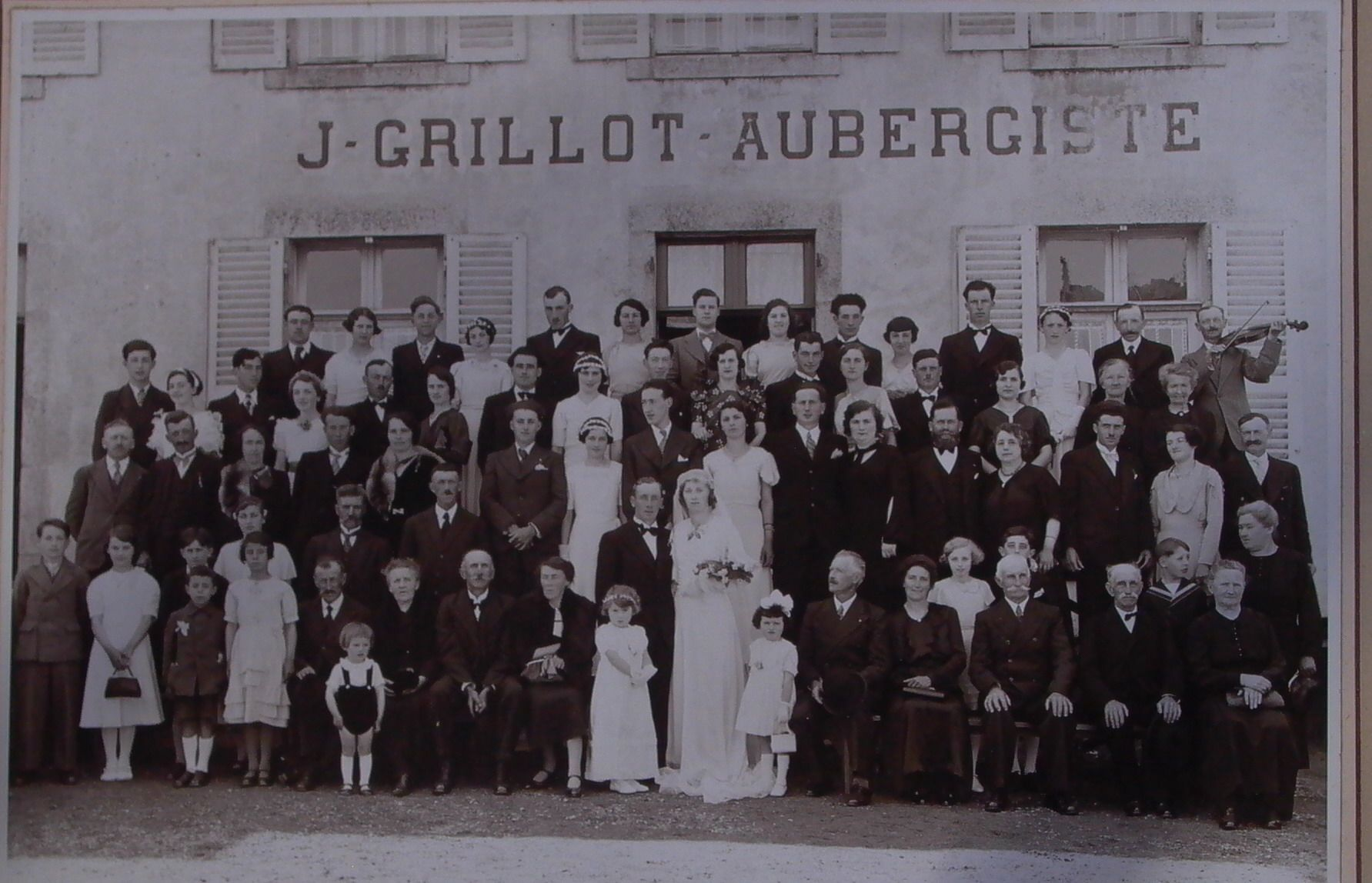
Un mariage à Mhère.

#### Les acteurs
Le XIXe siècle est le siècle des hygiénistes. On se préoccupe de la santé des gens mais aussi du confort. Mhère n’échappe pas à ce courant même si les autorités doivent parfois bousculer un peu les esprits et les habitudes. Dupin dans la conclusion de son article nous montre qu’en 1853 le Morvan est à la charnière de deux époques : Ce Morvan du centre où les effets modernes de la civilisation n’ont pas encore pénétré mais qui est à la veille d’en ressentir les heureux effets sous l’impulsion des propriétaires qui viennent des villes.
Les acteurs déterminants pour faire changer les mentalités seront le sous-préfet de Clamecy, soutenu par le préfet et surtout le châtelain Étienne Delagrange. Né à Gâcogne le 23 décembre 1793, il a fait de belles études et sort de Saint-Cyr en 1813. Il devient capitaine du 8e régiment d'infanterie légère.
Il épouse le 27 décembre 1825 à Château-Chinon, Marie Laurence Viallay. Il a 34 ans, elle a 16 ans de moins que lui. Il apporte le domaine de L'huis Morin à Lormes et elle a une dot de 20 000 francs avec un trousseau évalué à 2 400 francs. Un beau mariage sur le plan financier, qui le rapproche du pouvoir politique puisque son beau-père deviendra président du conseil général de la Nièvre. Le jeune couple habite Lormes (chez le vieux Étienne) et Dijon. C'est à Lormes à l'huis Morin que son épouse donne naissance à ses trois fils en 1827, 1828, 1830. En 1833, ils rachètent le domaine de Mhère. En 1837, ils s’installent à Mhère, certainement dans la vieille maison de maître.
Il sera conseiller municipal dès 1837, maire en 1846 ; le régime censitaire le favorise. C’est lui qui paie le plus d’impôt de la commune, six fois plus que l’aubergiste qui lui-même n’est pas le plus pauvre du village. Après une très courte interruption en 1848, il reprend la mairie et restera maire jusqu’à sa mort en 1870 soit 24 ans. C’est un personnage-clé de Mhère dont l’ascendance sur les habitants est certaine.

#### Hygiène, santé, confort
En 1838, le préfet s’émeut des chiens enragés qui circulent à Mhère et à Villiers le sec. Il est d’autant plus inquiet que les propriétaires de ces chiens se sont contentés de les faire marquer au feu de Saint-Hubert et qu’ils se croient dès lors en parfaite sécurité. Le préfet fait ici allusion à une pratique qui est né en 1804 à Balleray (canton de Guérigny) après une épidémie de rage occasionnée par des loups. Le pèlerinage a lieu après l’Ascension et, sous les yeux de la statue de saint Hubert, on marque les chiens au fer rouge pour les préserver de la rage. Cette pratique disparaîtra vers 1850. Ces chiens, écrit-il, sont reconnaissables car ils ont un emplâtre sur la tête. Il faut les arrêter et attacher tous les chiens.
Le cimetière est aussi l’occasion de mettre en évidence cette préoccupation. Depuis 1804, un décret de Napoléon demande que les inhumations ne soient plus dans les églises ni dans l’enceinte des villes et bourgs, que des terrains consacrés soient créés à plus de 40 mètres de toute habitation, que ces terrains soient choisis avec soin : au nord, clos de murs de plus de 2 mètres et avec des plantations. Ce décret a d'abord pour but de débarrasser la ville de toute pollution, du risque de contagion. Mais on y voit poindre aussi une idée chère aux romantiques : rendre aux morts l'innocence, la pureté de la nature. Cela ne se met pas en place tout de suite. À Mhère, le problème est d’autant plus crucial que le cimetière est sans clôture. « Aussi, les foires se tenaient dessus, les chariots y passaient et les bêtes y paissaient, tellement que les paroissiens répugnaient de s’y faire enterrer » lit-on dans un rapport[Lequel ?]. En 1846, les premières études sont faites et il est donc abandonné en 1851, non sans une forte opposition.
En septembre 1861, c’est le maire Delagrange qui va promulguer un arrêté : « les épidémies de fièvre typhoïdes sont courantes, or cette année nos habitants ont beaucoup récolté de pommes de terre et de choux qu’ils ont entassés dans leur maison et jusque dans leur lit ». Delagrange comprend le danger et demande de pouvoir intervenir.
Dans ces trois cas, on décèle une opposition entre les élites et les masses paysannes : le préfet nous parle des préjugés du pays en parlant du feu de Saint-Hubert, Delagrange est plus net et il écrit au sujet des silos qu’il préconise pour conserver les récoltes : « il y a tant d’apathie chez eux que peu se conformeront à mon invitation si je ne suis pas armé d’un pouvoir pour les contraindre ». À un autre moment, il se dit « gardien et protecteur des intérêts de la commune, et interprète d’une population mieux éclairée ».

#### Toit de chaume, de tuiles ou d’ardoises?
La modernité, on va la voir pénétrer dans tout le village au niveau des toits. Au milieu du XIXe, le bourg comprend des chaumières, les descriptions que nous avons par les contrats de vente chez le notaire précise que les toits sont en chaume. Et lorsque l’inspecteur en 1844 s’offusque que l’école soit installée dans une maison au toit de chaume noirci, le maire répond qu’il en est ainsi dans notre région. Seule l’église et le vieux château ont des tuiles du pays. À partir du milieu du siècle, la modernité sera symbolisée par la tuile de Montchanin, tuile plate légères, de couleur rouge tendre qui fait concurrence aux plus belles tuiles de Bourgogne.
Elle sera utilisée au nouveau château, puis aux bâtiments du domaine de Delagrange (maison de ferme, grange) ; on la prévoit aussi en 1886 pour la nouvelle école. Mais le maire Algrain explique au conseil municipal que les tuiles de Montchanin ne conviennent pas, que ce type de toiture laisse beaucoup à désirer et ne produit pas un joli effet. Il propose de le remplacer par de la belle ardoise d’Angers pour une même dépense. C’est d’ailleurs l’ardoise qui se répand le plus pour remplacer le chaume à la fin du XIXe siècle, ardoise du pays ou d’Angers.
Si les habitants s’accordent pour peu à peu changer leur toiture, voire pour ouvrir les fenêtres, l’éducation des enfants et particulièrement des filles est plus controversée.

#### Les écoles[28]
Il faut rappeler que l’éducation des zones rurales est devenue un enjeu bien avant Jules Ferry. Sous la Restauration, de 1815 à 1830, comme sous l’Ancien Régime, l’école est à la discrétion de chaque commune qui choisit et rémunère en partie son maître d’école, le complément étant payé par les parents. Il est d’avant-garde d’avoir un instituteur. Et, à Mhère, nous savons qu’en 1820 il s’agit de M. Leblanc. Sa maison est sur la place. Il y fait classe. Vers 1833, il tient deux classes : une à Mhère, le matin chez lui, et une à Enfer dans une chambre louée l’après-midi où il reçoit les élèves des communes voisines soit 82 élèves. La mairie lui donne 200 francs, les élèves de 1 f à 1 f 25 par mois selon leur niveau. Avec la monarchie de Juillet, l’éducation se répand un peu partout. La loi Guizot du 28 juin 1833 fait obligation à chaque commune d’entretenir au moins une école primaire élémentaire soit par elle-même soit en se réunissant à d'autres communes, et de fournir à l'instituteur un local pour son logement et sa classe. Attention, l’école est toujours payante et pas obligatoire ; ce qui fait qu’on a une école « en libre service », les élèves paient au mois, on y va pour apprendre à lire et à écrire mais, quand il n’y a pas d’autres choses à faire, Mhère traîne un peu les pieds. Ils ont un instituteur qui fait classe et ne voit pas l’intérêt d’avoir une école. D’autant que les élèves diminuent.
Dans les années 1840, on apprend qu’il n’y a plus que 24 élèves. Pourquoi ? la commune de Mhère a un instituteur très âgé et peu capable, M. Leblanc. La municipalité en a conscience puisqu’elle dit que l’argent serait plus utile pour former et choisir de bons instituteurs que de s’occuper à construire de grands bâtiments. Il y a d’autres raisons : Aujourd’hui les enfants d’Enfert, du Pont, de Prégermain se rendent à Montigny. Est-ce la facilité du chemin, le mode d’enseignement s’interroge le conseil ? En fait, on découvre, au détour d’un texte qu’une école des frères s’est ouverte. Or les frères des écoles chrétiennes qui vivent uniquement de donations, ont une école gratuite.
Vous avez vu comment toutes ces discussions finiront par aboutir à installer en 1845 une école de garçons. Delagrange, lorsqu’il revient à la mairie, reprend les choses en main et c’est Naudin qui devient l’instituteur.
Mais, la modernité c’est aussi s’occuper de l’instruction des filles. Les premières classes étaient-elles mixtes ? Peut-être, mais à partir de 1844 on ne parle plus que de l’école de garçons. Pourtant, en 1855, Delagrange explique au conseil municipal l’intérêt d’avoir une école de filles.C’est le vrai et seul moyen d’améliorer la moralité de nos campagnes et de former de bonnes mères de famille. L’institutrice donnerait un peu d’instruction et formerait les jeunes filles aux travaux d’aiguille complètement ignorés dans nos campagnes.
Et Delagrange se félicite de l’œuvre de Mme Naudin. La femme de l’instituteur, en 1860, s’occupe beaucoup des petites filles, elle le fait bénévolement. Elle leur montre à travailler et les dresse à faire un jour de bonnes mères de famille. C’est là un vrai service qu’elle nous rend car la famille est la base de la moralité de la société. M. l’inspecteur était ici, je lui ai signalé les services de Mme Naudin et demandé une rétribution. En 1868, pour la première fois, on parle d’une école de filles. Et, à la fin du Second Empire, les filles seront de plus en plus nombreuses à aller à l’école.
En 1873, l’inspecteur reproche à Mhère de ne se préoccuper que des garçons. Voici la réponse de la mairie : la lettre s’adresse au sous-préfet.
Nous avons toujours reconnu que l’école des filles en notre commune laissait à désirer. La véritable inertie à l’endroit de l’école des filles tient à l’institutrice. Tout en rendant justice aux bons soins que Mlle Graillot donne aux petites filles qui lui sont confiées, nous ne vous dissimulons point le sans-gêne et le sot mépris affectés par cette demoiselle vis à vis des autorités. En effet, ne devait-elle pas soumettre en personne ses réclamations au maire et à M. les conseillers ? Une telle déférence l’aurait abaissée. Aucune réclamation ne nous est jamais venue directement. Ça toujours été par des lettres de M. le préfet, le sous-préfet, l’inspecteur. En agissant ainsi, Mlle Graillot prétend se passer de nous et, suivant ses propres paroles, nous faire marcher. Enfin, elle a loué une nouvelle maison. Elle sera mieux logée, mais les enfants seront-ils mieux sur la route, sans cour ni jardin ?. Que devient l’autorité d’un maire quand une institutrice peut louer malgré eux une maison d’école ? Voilà une nouvelle maison louée alors que le bail de l’ancienne court toujours. Je vous demande de bien rappeler à Mlle Graillot que le premier devoir d’une institutrice c’est de donner à nos enfants l’exemple du respect pour les autorités de leur pays, respect qui est plus que jamais nécessaire. Parallèlement, on encourage l’instituteur a donner des cours le soir aux adultes. En 1868, les cours gratuits ont lieu du 15 novembre au 1er février avec 23/26 élèves et tous des hommes. Lorsque Jules Ferry arrive, la scolarisation est aboutie : en rendant l’école primaire gratuite et obligatoire, il met la préoccupation scolaire au cœur des communes, mais l’absentéisme reste le premier fléau. En 1906, à Mhère 100 garçons et 82 filles fréquentent les écoles.

### L’urbanisme: un enjeu politique

#### La place

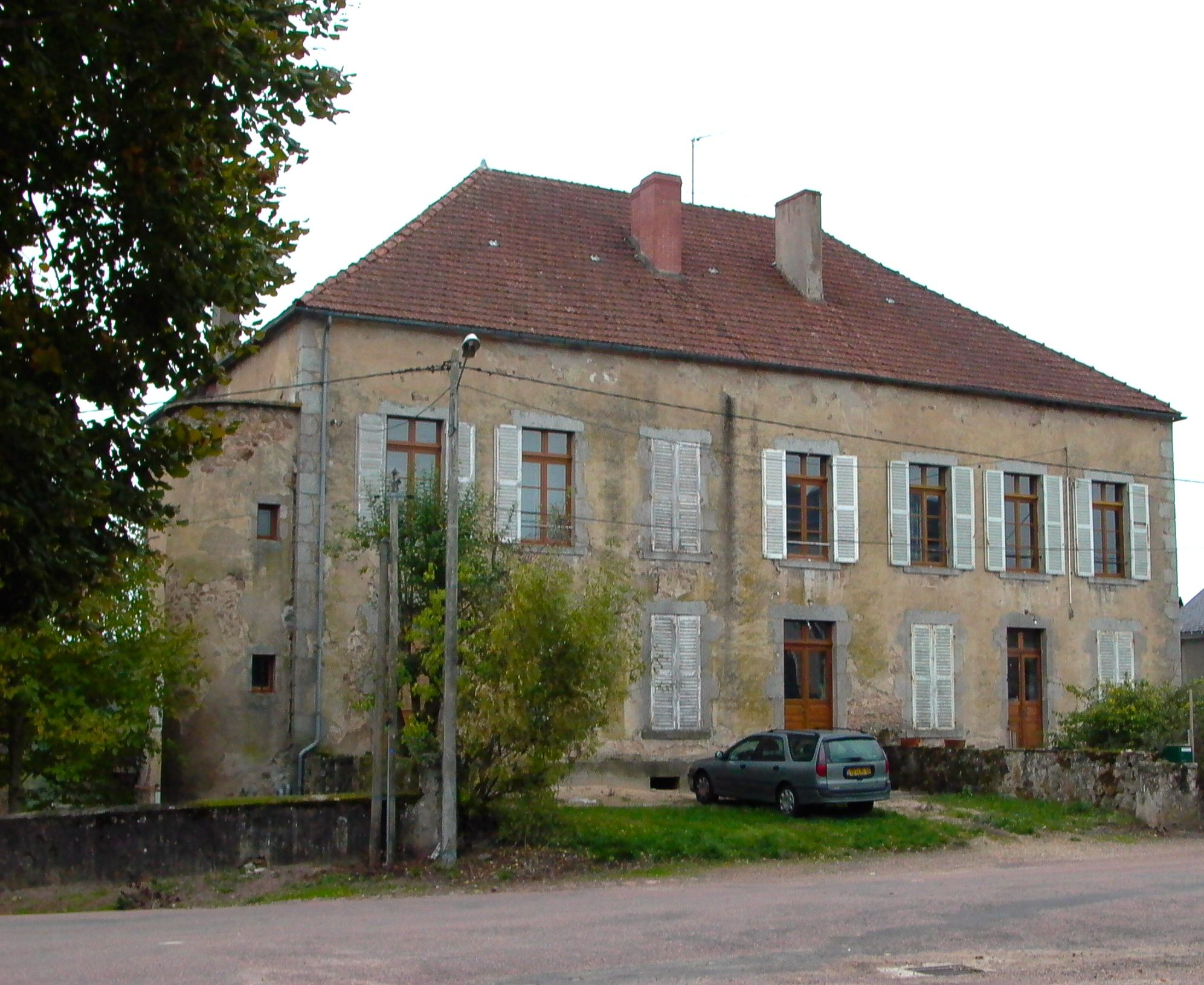
« Le château ».

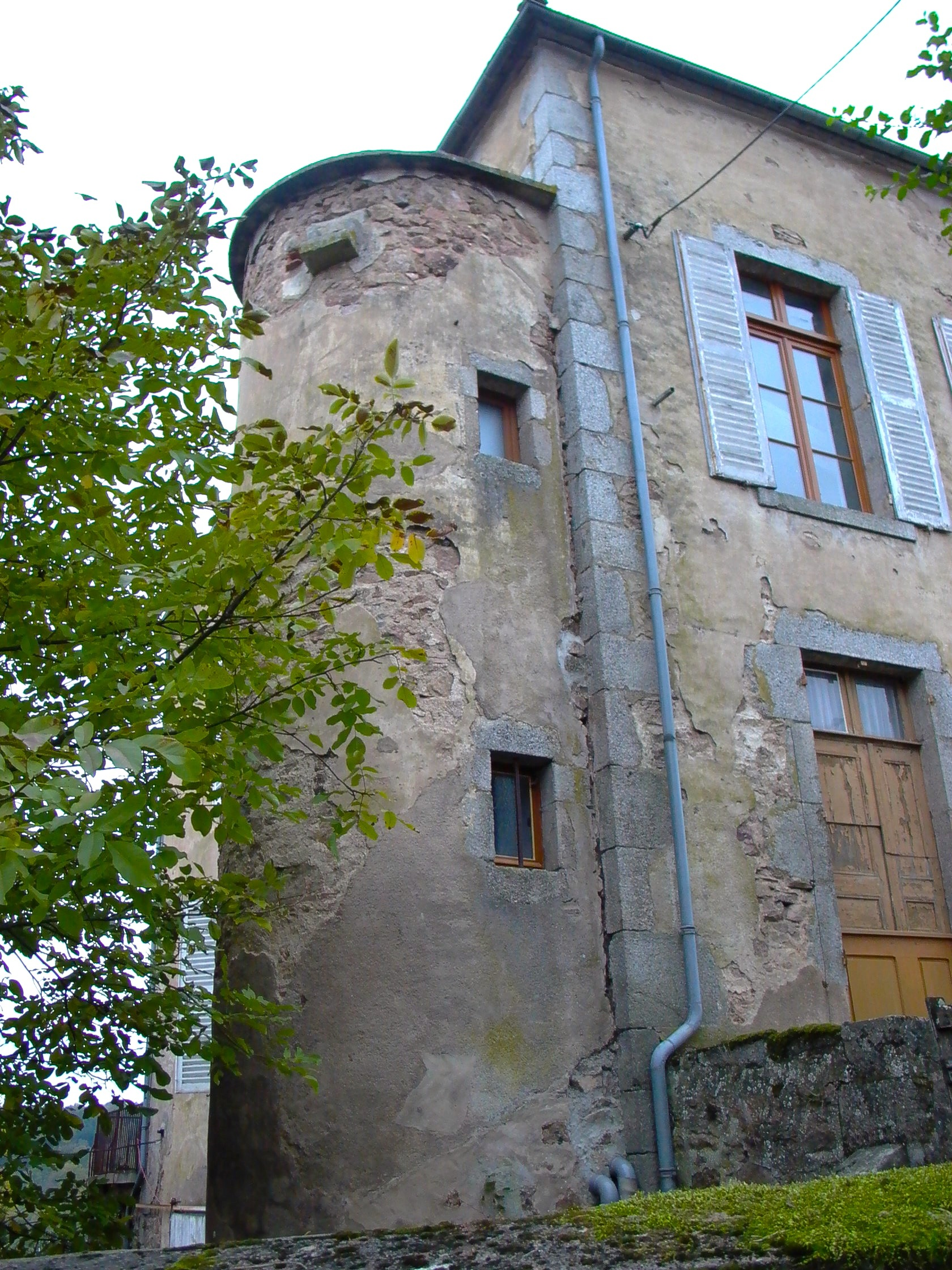
Pigeonnier face.

Sous couvert de modernité — mais peut-être est-ce une conviction de sa part ? —, Delagrange déplace l’église. Nous y verrons, comme les habitants de l’époque aussi, un cas de conflit entre intérêt général et intérêt particulier. En 1848/1850, Delagrange va reconstruire sa maison, plus moderne, plus aérée avec ses nombreuses fenêtres ; un problème : elle donne sur le cimetière et la vue bute sur l’église.
En 1851, il reste à déménager l’église. Tous les habitants sont d’accord pour reconstruire l’église. Une souscription est lancée le 6 janvier 1859. Les habitants récoltent 7 365 francs, auxquels s’ajoutent les donations du clergé (l’évêque donne 300 francs et un vitrail, le curé de Vauclaix 25 francs, …), des laïcs donneront 554 francs. Delagrange propose alors de déplacer l’église et demande un projet à un architecte.
En 1861, on apprend[Qui ?] que Delagrange va faire intervenir le député, le comte d’Aunay, qui va obtenir une subvention du ministre des cultes. Mais le préfet traîne les pieds (problème administratifs : papiers n’arrivent pas), en fait un peu d’inertie. Delagrange multiplie les lettres, reconnaît que le projet est un peu plus cher que le premier devis : 44 000 fr ce qui fait une différence de 12 000 francs.
On peut se dire[Qui ?] que le préfet doit déjà avoir eu vent des problèmes qui se soulèvent. En effet, le 25 octobre 1861, il reçoit une pétition des habitants qui accusent le maire de vouloir déplacer l’église pour donner une vue à sa maison.
Monsieur le Préfet, Nous, conseillers, habitants de la commune de Mhère, ont l’honneur de vous exposer qu’une grande contestation existe relativement à la fixation de l’emplacement de notre nouvelle église à construire. Monsieur le Maire voudrait qu’elle fût changée de place, nous connaissons son intérêt particulier. Non, il n’en sera pas ainsi, nous osons nous dire Monsieur le préfet que ce n’est pas les trois quarts des habitants qui s’y opposent formellement mais bien la population entière, et nous croyons que c’est une juste raison et nous avons l’espoir, monsieur le préfet, que vous prendrez notre exposé en considération et que vous viendrez à notre aide pour soutenir un droit juste et légal. Nous avons la conviction que vous rendrez justice à qui de droit. Veuillez Monsieur le préfet nous donner une réponse le plus tôt possible. Si vous voulez que la tranquillité publique règne dans notre commune.
Le préfet décide une enquête, un commissaire enquêteur, monsieur de Neuilly, maire de Mouron, vient sur place rechercher l’emplacement le plus avantageux.
« Avant d’entendre les habitants, je connaissais parfaitement la situation », dit-il[Où ?], « 119 habitants de la commune de Mhère se sont présentés à l’enquête pour demander que le plan no 1 de M. Grandpierre fut adopté, c’est-à-dire que l’église nouvelle fut reconstruite à la place de l’ancienne. Deux habitants (M. Delagrange maire et M. Naudin instituteur) ont demandé que le plan no 3 fut adopté comme étant le plus avantageux.
L’impression que j’ai éprouvé de l’aspect des lieux, les dires nombreux que j’ai consignés, m’ont déterminé à émettre l’opinion suivante.
Je pense qu’en adoptant le no 3, la dépense pour la construction de l’église serait beaucoup plus considérable à cause de l’indemnité à donner à M. Delagrange pour son pré, à cause surtout des dépenses prévues et imprévues qui résulteraient de la déclivité du terrain, un terrain en contre bas est toujours nuisible à la solidité d’une construction.
Quant au no 1 du plan, tel qu’il est proposé par M. Grandpierre, je trouve qu’il a l’inconvénient de diminuer la place qui se trouve devant l’église, de rapprocher beaucoup trop ce monument de l’habitation de M Delagrange. Je propose donc de garder l’église sur la place mais de la reculer un peu ».
Le 2 janvier 1862, lors d’une séance du conseil municipal, Delagrange va contre-attaquer :
« Messieurs, je mets sous vos yeux le procès-verbal du commissaire enquêteur relativement à l’emplacement de la nouvelle église
Après le 4e projet ouvert par l’enquêteur… tout est donc à refaire.
Permettez-moi messieurs de vous faire quelques observations et de vous dire qu’il est regrettable, sans motif réel, que vous ayez cherché à surexciter les esprits. Eh bien, malgré tous vos efforts sur 360 électeurs, il ne s’en est présenté à l’enquête que 119, le reste selon vous sans doute serait indifférent à la question, pourtant il est bon que vous sachiez, et vous ne l’ignoriez sans doute pas, que plusieurs personnes des plus honorables et habitants des plus imposés sont venus me dire qu’après réflexion elles reconnaissaient que l’emplacement de l’ancienne église ne peut convenir et que le projet de l’architecte mérite d’être adopté. Je leur ai conseillé de s’abstenir, et, même parmi les habitants qui ont appuyé votre opinion devant le commissaire, après des réflexions et un examen qu’il ait été mieux de faire avant, ont déclaré hautement n’avoir cédé qu’à vos sollicitations et regretter leur démarche. Voulez vous que je vous le dise, Messieurs, vous avez fait de la question une affaire d’amour propre et non de raison. Croyez moi, une belle occasion, et qui ne se rencontrera jamais, se présente de faire de votre bourg un joli village, de conserver de beaux arbres qui en sont l’ornement et vous aurez une place que vous envieront vos voisins. Je vous l’ai dit je m’y suis engagé, je donne mon terrain pour rien puis, celui qu’on prend à mon voisin est peu de chose. Il n’y aura plus de murs de soutènement, de contreforts ni la crainte d’un manque de solidité
Au moment de la clôture de l’enquête, vous vouliez que M. le préfet vint sur les lieux, ce serait beaucoup exiger de la première autorité du département. M. le commissaire enquêteur présentant un quatrième projet je me réunirai à vous pour demander que M. le sous-préfet accompagné de l’architecte vienne sur les lieux et décide ». Mais le conseil municipal est d’avis d’adopter le projet no 1.
Le maire n’a pas convaincu. Mais il n’abandonne pas, le 12 janvier, il est chez le préfet pour demander audience et il écrit : « J’espère monsieur le préfet que d’ici à mercredi M. le sous-préfet vous aura transmis toutes les pièces relatives à cette affaire d’église qui fait tant de bruit et pour laquelle vous avez reçu protestation dénonciation contre le maire qui pourtant croit avoir rendu des services à ses administrés et qui dans cette circonstance pense encore prendre leurs intérêts en résistant à des idées étroites appuyées par des préjugés et sur des motifs d’économie qui ne sont pas réels ».
Le 22 janvier 1862, le sous-préfet et l’architecte sont à Mhère. Une visite mémorable puisque tout le conseil municipal est présent. Il (le sous-préfet) leur adresse quelques mots, il leur a dit qu’il était venu pour voir par lui-même l’objet de leurs nombreuses protestations, il a ajouté qu’il recevrait leurs observations mais qu’il les avertissaient de pas crier, de parler les uns après les autres et de ne point oublier les convenances et, immédiatement, il est allé voir les divers emplacements proposés, a écouté les observations qu’on lui faisait sur les divers projets, a parlé sévèrement à ceux qui n’étaient pas convenables, et particulièrement au sieur Pesle ? la cheville ouvrière dans tout ceci.
Le sous-préfet fait un rapport et tranche en faveur du déplacement de l’église. Le préfet suit cet avis. Il faut un an pour obtenir les subventions et le 17 août 1863, c’est la vente par Étienne Delagrange et son épouse de onze ares un centiare de terre à prendre dans un lieu nommé le Mogue ou la Méloise moyennant 1 100 francs. Les travaux peuvent commencer, ils dureront un an.

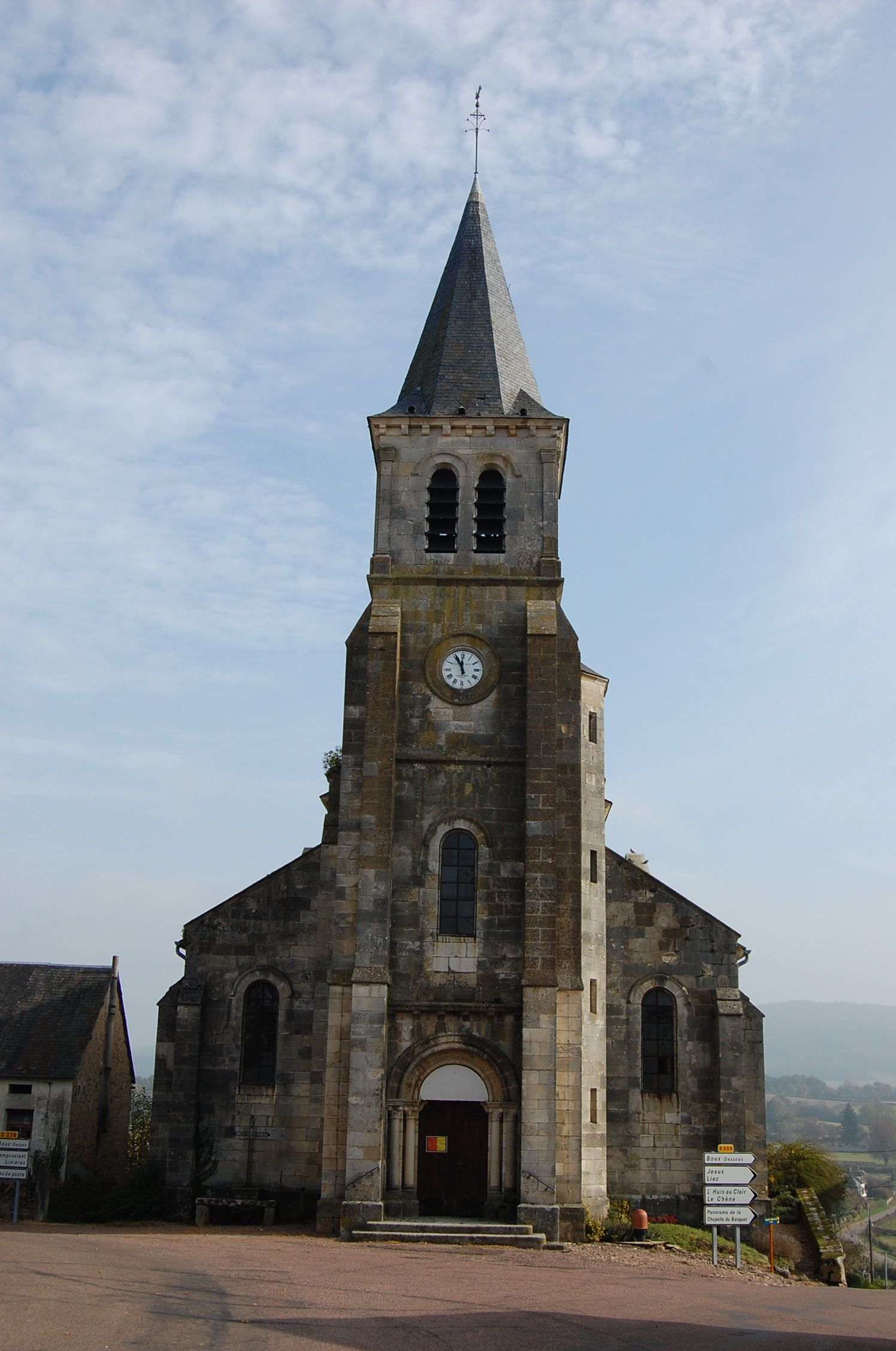
Église de Mhère.

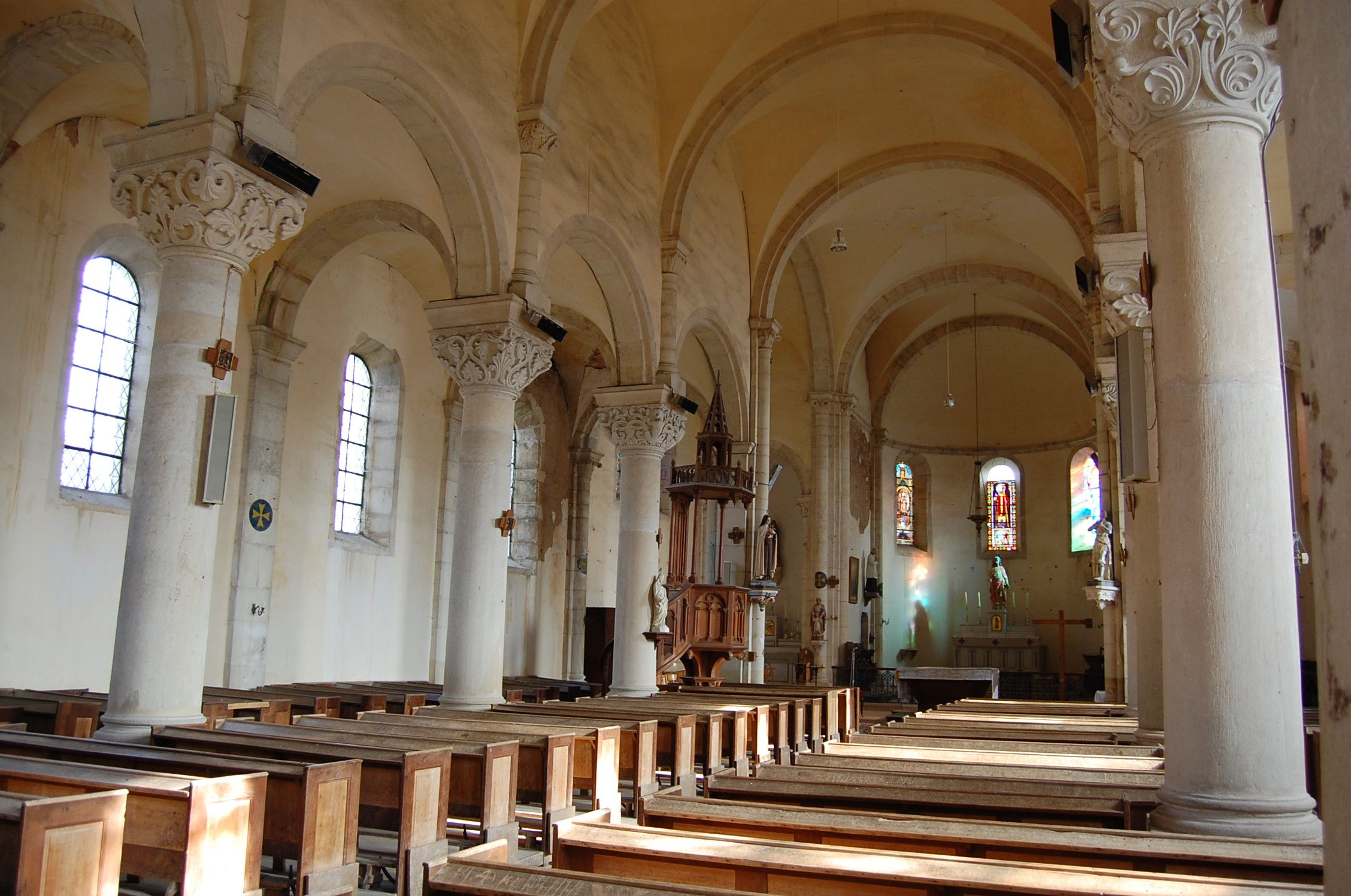
Église (intérieur).

Le 31 août 1864, c’est la consécration de la nouvelle église. La place tant désirée par Delagrange peut s’organiser avec ses beaux arbres et la perspective sur le château bien dégagé. Mais il a fallu 7 ans pour en arriver là ! Delagrange joue un rôle capital mais est aussi au centre des polémiques. 
Ces oppositions qui, il faut bien le dire, empêchent le village d’avancer rapidement comme on l’a vu pour la reconstruction de l’église, la décision des écoles est avant tout liée à une opposition entre conservateurs et républicains, entre notables et petits propriétaires.

## Politique et administration
| Période                                  | Période   | Identité        | Étiquette | Qualité          |
| ---------------------------------------- | --------- | --------------- | --------- | ---------------- |
| Les données manquantes sont à compléter. |           |                 |           |                  |
| 1995                                     | mars 2008 | Henri Taché     | SE        | Éleveur retraité |
| 2008                                     | mars 2020 | Danielle Thomas |           | Retraitée        |
| mars 2020                                | En cours  | Cyril Trinquet  |           | Technicien       |

## Démographie
L'évolution du nombre d'habitants est connue à travers les recensements de la population effectués dans la commune depuis 1793. Pour les communes de moins de 10 000 habitants, une enquête de recensement portant sur toute la population est réalisée tous les cinq ans, les populations de référence des années intermédiaires étant quant à elles estimées par interpolation ou extrapolation. Pour la commune, le premier recensement exhaustif entrant dans le cadre du nouveau dispositif a été réalisé en 2004.

En 2022, la commune comptait 229 habitants, en évolution de −0,43 % par rapport à 2016 (Nièvre : −3,28 %, France hors Mayotte : +2,11 %).
| 1793 | 1800 | 1806 | 1821 | 1831  | 1836  | 1841  | 1846  | 1851  |
| ---- | ---- | ---- | ---- | ----- | ----- | ----- | ----- | ----- |
| 917  | 895  | 852  | 960  | 1 099 | 1 112 | 1 244 | 1 263 | 1 305 |

| 1856  | 1861  | 1866  | 1872  | 1876  | 1881  | 1886  | 1891  | 1896  |
| ----- | ----- | ----- | ----- | ----- | ----- | ----- | ----- | ----- |
| 1 266 | 1 298 | 1 369 | 1 386 | 1 368 | 1 311 | 1 386 | 1 365 | 1 311 |

| 1901  | 1906  | 1911  | 1921  | 1926 | 1931 | 1936 | 1946 | 1954 |
| ----- | ----- | ----- | ----- | ---- | ---- | ---- | ---- | ---- |
| 1 244 | 1 284 | 1 240 | 1 012 | 955  | 842  | 834  | 783  | 619  |

| 1962 | 1968 | 1975 | 1982 | 1990 | 1999 | 2004 | 2006 | 2009 |
| ---- | ---- | ---- | ---- | ---- | ---- | ---- | ---- | ---- |
| 497  | 404  | 376  | 341  | 310  | 279  | 291  | 287  | 255  |

| 2014 | 2019 | 2022 | - | - | - | - | - | - |
| ---- | ---- | ---- | - | - | - | - | - | - |
| 238  | 231  | 229  | - | - | - | - | - | - |

## Culture locale et patrimoine

### Lieux et monuments

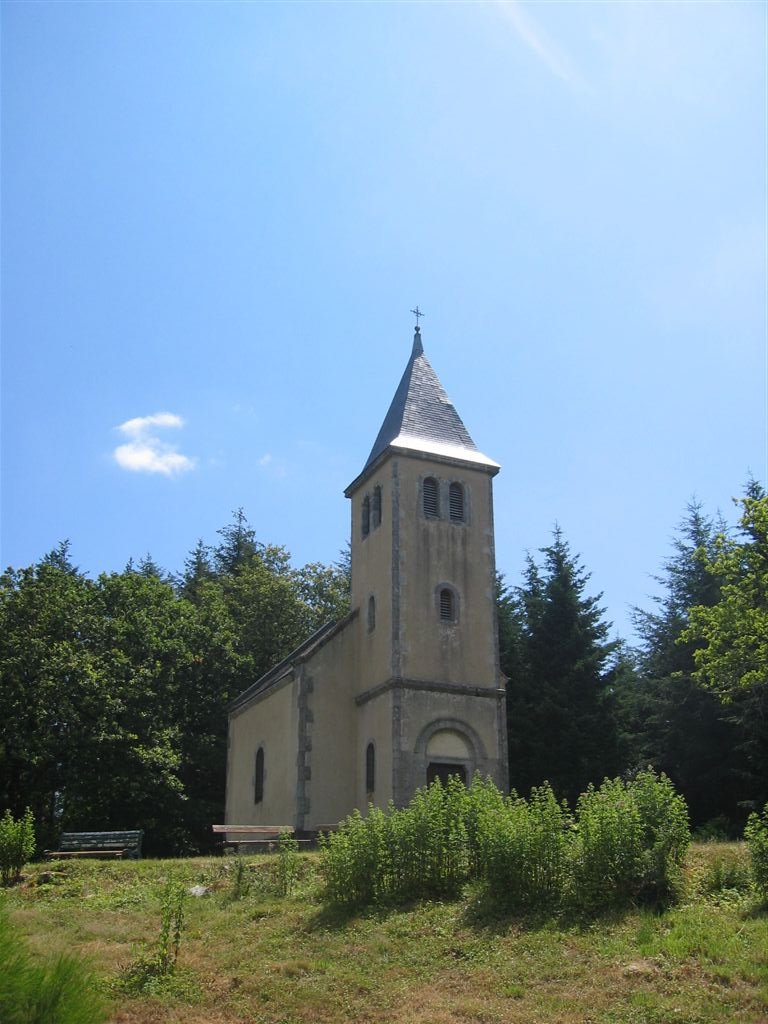
Chapelle du Banquet.

- Chapelle Notre-Dame du Morvan édifiée par André Dupin (dit Dupin Aîné) en 1858 au sommet de la colline du Banquet.
- L'église de Mhère, commencée en 1861 et achevée trois ans plus tard, a été consacrée le 31 août 1864 par Théodore-Augustin Forcade, évêque de Nevers[35]. L'architecte est Gustave Grandpierre, architecte à Clamecy[36].
- Le château face à l'actuelle mairie.

### Personnalités liées à la commune
- Armand-Sigismond de Sérent (1762-1796), militaire et homme politique français du XVIIIe siècle.
- Général Georges Grillot (1926-2024), né à Mhère, grand-croix de la légion d'Honneur.

### Héraldique
| Blason de Mhère | Blason  | Parti : au 1er coupé au I d'azur à une fleur de lys d'or, au II de sinople à trois glands d'or, mal ordonnés, le pédoncule en bas, au 2d de gueules à deux vaches arrêtées d'or, l'une au-dessus de l'autre, celle de la pointe contournée. |
| Blason de Mhère | Détails | Le statut officiel du blason reste à déterminer. |